# Château Puerto Madero Residence
Lo Château Puerto Madero Residence è un grattacielo della capitale argentina Buenos Aires. È situato nel barrio di Puerto Madero.

## Storia
Lo sviluppo è iniziato con l'acquisto, nel 2006, da parte del Gruppo Château di due lotti di 7.000 m² nel quartiere di Puerto Madero per costruire due torri residenziali di 48 piani. Nel 2007, tuttavia, il gruppo vendette il lotto settentrionale al gruppo Rayet. Il secondo edificio verrà poi costruito sull'Avenida del Libertador, nel quartiere Núñez.
I lavori per la costruzione dell'edificio, progettato in architettura neo-Stile Napoleone III sono iniziati rapidamente e all'inizio del 2009 era stato venduto il 75% delle 190 unità in vendita.